# Karl Millöcker
Carl Millöcker (Carl Joseph Millöcker), avstrijski operetni skladatelj in dirigent, * 29. april 1842, Dunaj, Avstrijsko cesarstvo, † 31. december 1899, Baden, Avstro-Ogrska.
Je eden izmed utemeljiteljev klasične dunajske operete. 

## Operete (izbor)
- Grofica Dubarry (1879)
- Študent prosjak (1882)
- Gasparone (1884)
- Prešmentani grad